# Muirfield
Muirfield er en privat ejet linksgolfbane, som er hjemsted for The Honourable Company of Edinburgh Golfers. Banen ligger i Gullane, East Lothian, Skotland med udsigt over Firth of Forth. Banen blev anlagt i 1891, da The Honourable Company of Edinburgh Golfers flyttede fra Musselburgh Links. Old Tom Morris designede den nye bane. Den er blevet modificeret og opdateret flere gange, især indtil de sene 1920'ere, hvorefter udviklingen blev bremset.
Muirfield er en af de golfbaner, som på skift er vært for The Open Championship. Den første udgave af mesterskabet blev spillet på banen i 1892, og det var den første turnering nogensinde, som blev afviklet over fire runder, dvs. 72 huller. Banen har lagt græs til mesterskabet 15 gange, senest i 2002 hvor Ernie Els vandt. Andre tidligere vindere på Muirfield inkluderer Nick Faldo (to gange), Tom Watson, Lee Trevino, Jack Nicklaus, Gary Player, Henry Cotton, Alf Perry, Walter Hagen, Harry Vardon og Harold Hilton. Muirfield har også været vært for The Amateur Championship (ti gange), Ryder Cup 1973, Walker Cup 1959 og 1979, Curtis Cup 1952 og 1984 samt mange andre turneringer.